# Edingen-Neckarhausen
Edingen-Neckarhausen – gmina w Niemczech, w kraju związkowym Badenia-Wirtembergia, w rejencji Karlsruhe, w regionie Rhein-Neckar, w powiecie Rhein-Neckar-Kreis. Leży nad Neckarem, ok. 10 km na północny zachód od Heidelbergu, przy autostradzie A656.